# I Am You (мини-альбом)
I Am You (с англ. — «Я — это ты»; стилизуется как I am YOU) — третий мини-альбом южнокорейского бойбенда Stray Kids. Был выпущен в цифровом и физическом виде 22 октября 2018 года JYP Entertainment и распространён через Iriver. Шоукейс Stray Kids Unveil: Op. 03: I Am You был проведен за день до выхода в Олимпийском зале. В октябре было продано 76,547 физических копий альбома.
Альбом был выпущен в двух версиях «I Am» и «YOU».

## Трек-лист
Credits adapted from Melon
| №                   | Название                    | Текст песни                   | Музыка                                                               | Arrangement                                 | Длительность |
| ------------------- | --------------------------- | ----------------------------- | -------------------------------------------------------------------- | ------------------------------------------- | ------------ |
| 1.                  | «You.»                      | Changbin Hyunjin I.N          | Changbin Hyunjin I.N Hong Ji-sang                                    | Hong Ji-sang                                | 1:19         |
| 2.                  | «I Am You»                  | 3racha [ a ]                  | 3racha Lee Woo-min "collapsedone" Justin Reinstein KZ ZENE THE ZILLA | Lee Woo-min "collapsedone" Justin Reinstein | 3:25         |
| 3.                  | «My Side» (кор. 편)         | 3racha                        | 3racha FRANTS                                                        | FRANTS                                      | 3:37         |
| 4.                  | «Hero's Soup» (кор. 해장국) | 3racha                        | 3racha Lee Hae Sul                                                   | Lee Hae Sul                                 | 3:33         |
| 5.                  | «Get Cool»                  | 3racha Inner child (MonoTree) | Yong Jong Sung Inner child (MonoTree) Song Ha Eun TOTEM 3racha       | Yong Jong Sung Song Ha Eun                  | 3:15         |
| 6.                  | «N/S» (кор. 극과 극)        | 3racha                        | 3racha SLO                                                           | SLO                                         | 3:45         |
| 7.                  | «0325»                      | 3racha                        | 3racha Hong Ji-sang                                                  | Hong Ji-sang                                | 3:39         |
| Общая длительность: | Общая длительность:         | Общая длительность:           | Общая длительность:                                                  | Общая длительность:                         | 22:30        |

| №                   | Название            | Текст песни         | Музыка              | Arrangement          | Длительность |
| ------------------- | ------------------- | ------------------- | ------------------- | -------------------- | ------------ |
| 8.                  | «Mixtape #3»        | Stray Kids          | Stray Kids          | Bang Chan Doplamingo | 4:20         |
| Общая длительность: | Общая длительность: | Общая длительность: | Общая длительность: | Общая длительность:  | 25:50        |

## Чарты
| Чарты (2018)               | Пиковые позиции |
| -------------------------- | --------------- |
| South Korean Albums (Gaon) | 2               |